# Monastero e chiesa di San Pietro in Verzolo
Il monastero e la chiesa di San Pietro in Verzolo (San Pé in pavese) sorgono nella periferia orientale della città di Pavia, lungo la via Francigena nel tratto verso Belgioioso.

## Storia
Il monastero e la chiesa di San Pietro in Verzolo sorsero, forse, su un precedente edificio di età longobarda, infatti, nel 737, i pavesi accolsero il vescovo Teodoro, che tornava da Roma, presso la chiesa.
Nel luglio 929, in occasione della traslazione dell'arca con il corpo di S.Colombano da Bobbio a Pavia, prima di essere portato nella Basilica di San Michele Maggiore, sarebbe stato collocato provvisoriamente nella chiesa di S.Pietro definita "de Leprosi". Con tutta probabilità, quindi, almeno nel X secolo, la chiesa era affiancata da un ospedale destinato alla cura dei lebbrosi, anche se non si conservano tracce di tali edifici. Nella prima metà dell'XI secolo, presso la chiesa sorse un monastero benedettino, dipendente dal monastero di Santa Maria Teodote, che, nel corso del XII secolo, si rese autonomo dall'ente fondatore.
Nel 1238 il vescovo Rodobaldo II elevò la chiesa a parrocchia e, sempre negli stessi decenni, la consorteria pavese degli Astari ottenne il patronato sull'ente, riuscendo a imporre la nomina di diversi abati selezionati tra i membri della famiglia. La parrocchia è menzionata negli estimi del 1250 tra quelle, pur essendo suburbana, di Porta Palacense.Nel 1397, Gian Galeazzo Visconti, prima di essere intronizzato conte di Pavia nella basilica di San Michele, sostò nella chiesa, dove ricevette l'omaggio da parte delle autorità cittadine, che organizzarono un torneo nel piazzale della chiesa in suo onore.
Nel 1486 ai benedettini subentrarono i cistercensi di Chiaravalle, fino al 1798, quando il monastero venne soppresso, mentre la chiesa, come parrocchia, sopravvisse. Il clero della parrocchia era formato da un sacerdote nel 1807, che fu affiancato da un coadiutore nel 1845, mentre il numero di parrocchiani passò da 1.056 unità nel 1807 a 1.545 nel 1877.

## Descrizione
Gran parte della struttura della chiesa e degli edifici annessi, come il piccolo chiostro, sono strutturati su murature dell'XI secolo, realizzate con molti laterizi romani di recupero e ciottoli fluviali. Originariamente l'edificio si presentava con un impianto a tre navate, scandite da pilastri di forma rettangolare, l'abside era semicircolare, mentre la copertura era a capriate. A fianco della struttura si trovava un massiccio campanile (di cui si conservano alcuni resti), invece, a sud, la chiesa era collegata agli ambienti monastici tramite un piccolo chiostro, sul quale si affacciava la sala capitolare, attualmente occupata dalla sacrestia. Negli ultimi decenni del XVI secolo la chiesa e il complesso monastico subirono profondi rinnovamenti che modificarono l'impianto romanico. Fu aggiunta una nuova campata, allungando così la pianta della chiesa, ma tale operazione causò la demolizione dell'originaria facciata, che fu sostituita con un nuovo fronte, molto più alto rispetto al corpo dell'edificio, e dotato di rosone, nicchie e portale sostenuto da colonne. Anche l'interno dell'edificio subì drastiche modifiche: al di sotto delle capriate, furono realizzate delle volte, che abbassarono notevolmente l'altezza del soffitto della chiesa, ma che hanno permesso la conservazione, nel sottotetto, di frammenti di affreschi quattrocenteschi.  A sud del piccolo chiostro, integralmente modificato nel 1609, ne fu realizzato nel 1571 uno più grande (purtroppo demolito nell'Ottocento) sorretto da colonne. Altri interventi furono effettuati nel Settecento, quando fu demolito il campanile romanico, sostituito nel 1708 da una nuova torre campanaria barocca, l'abside fu ingrandita e ricostruita, mentre ai fianchi della chiesa sorsero, nel 1716, due grandi cappelle rettangolari. Testimonianza dell'originaria chiesa romanica sono le quattro monofore della navata centrale e le due bifore riemerse durante alcuni restauri nel chiostro piccolo, una della quale reimpiega un capitello di età longobarda, forse proveniente da un precedente edificio, sopra le quali è murato un piccolo busto maschile in pietra di età romana. All'interno, sopra l'altare (realizzato nel 1708) si conserva una grande tela di Giovan Battista Sassi datata al 1713 e raffigurante San Bernardo inginocchiato ai piedi della Vergine.

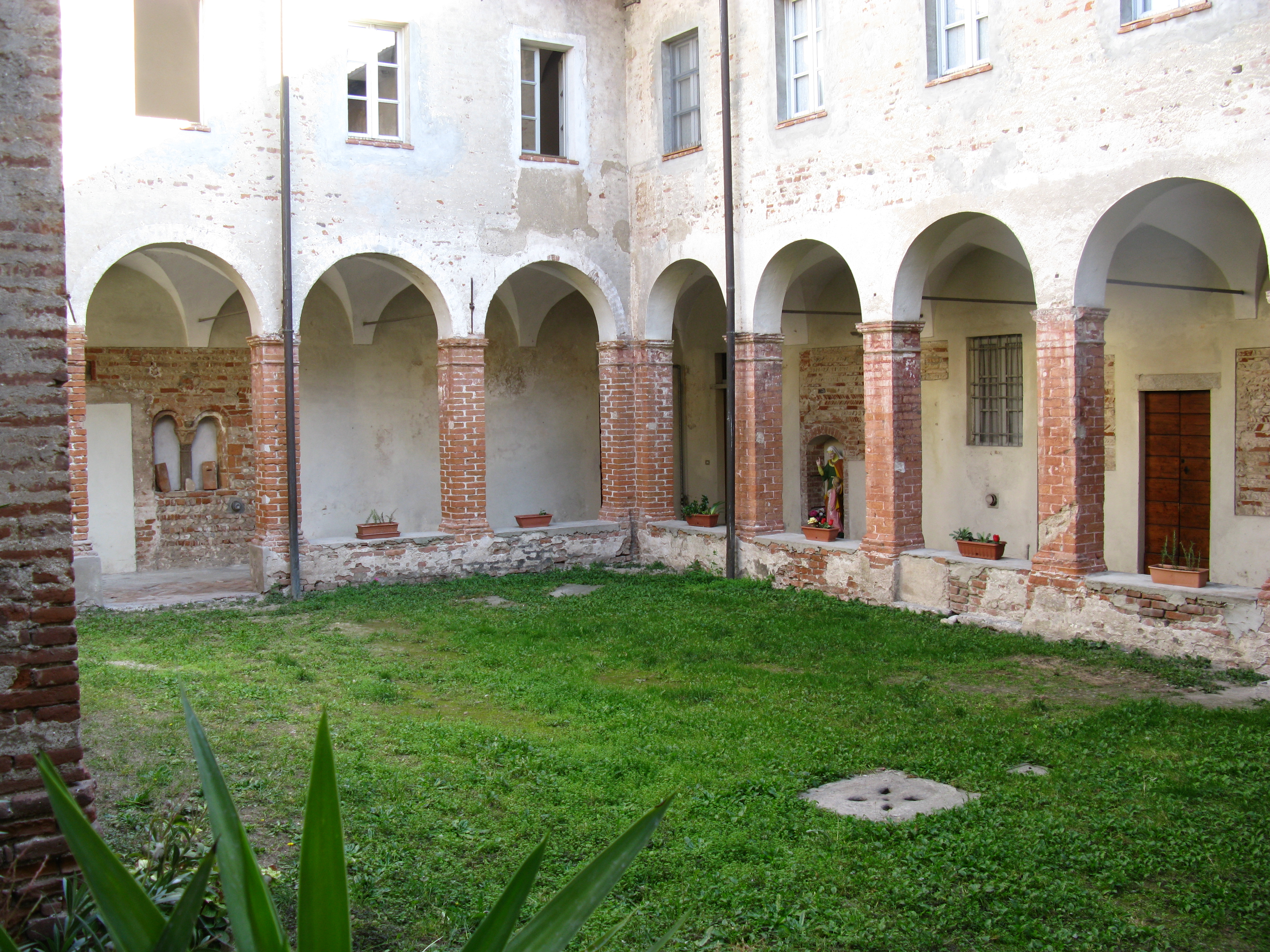
Il chiostro.
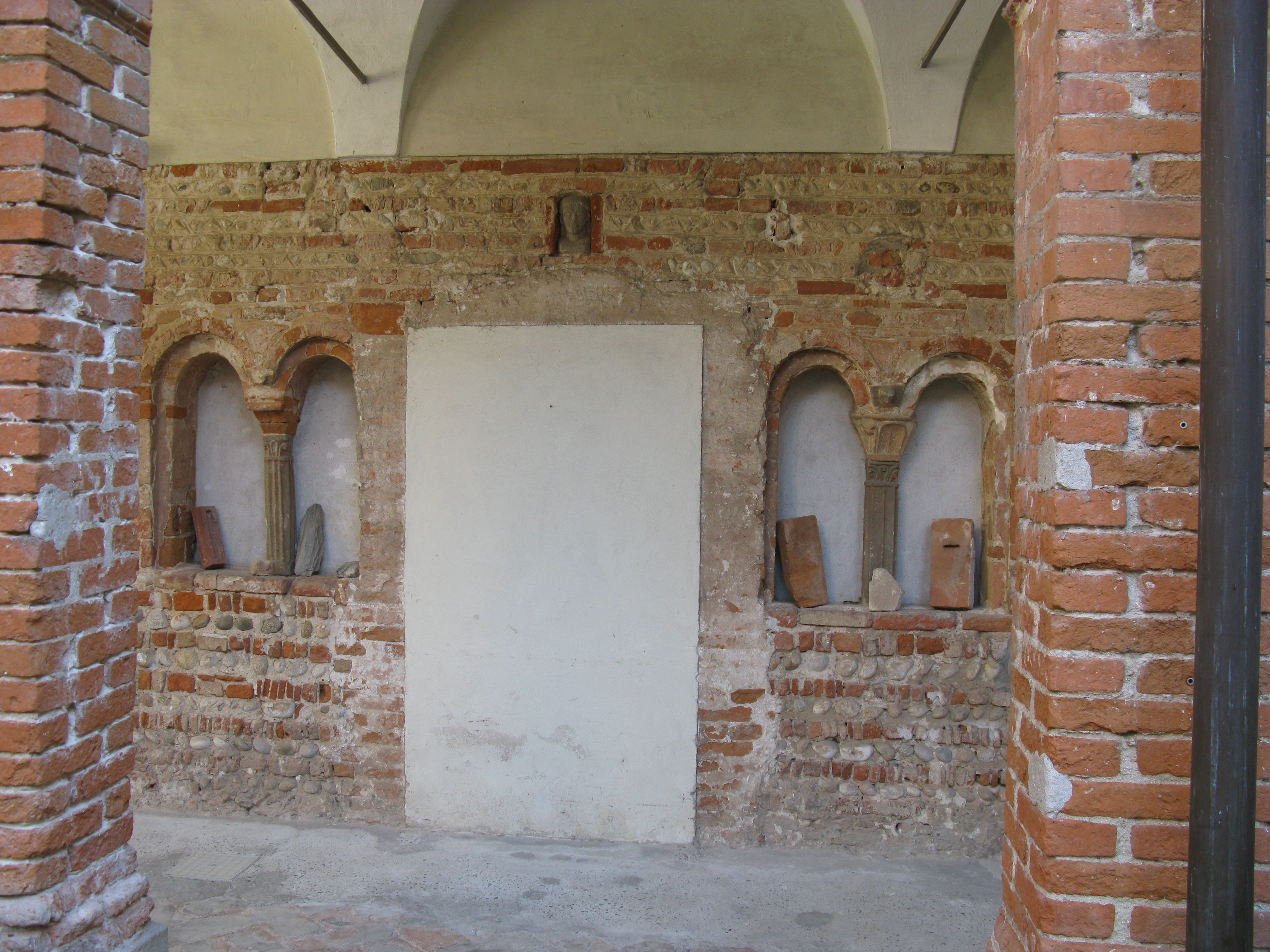
Dettaglio delle bifore dell'ex sala capitolare.
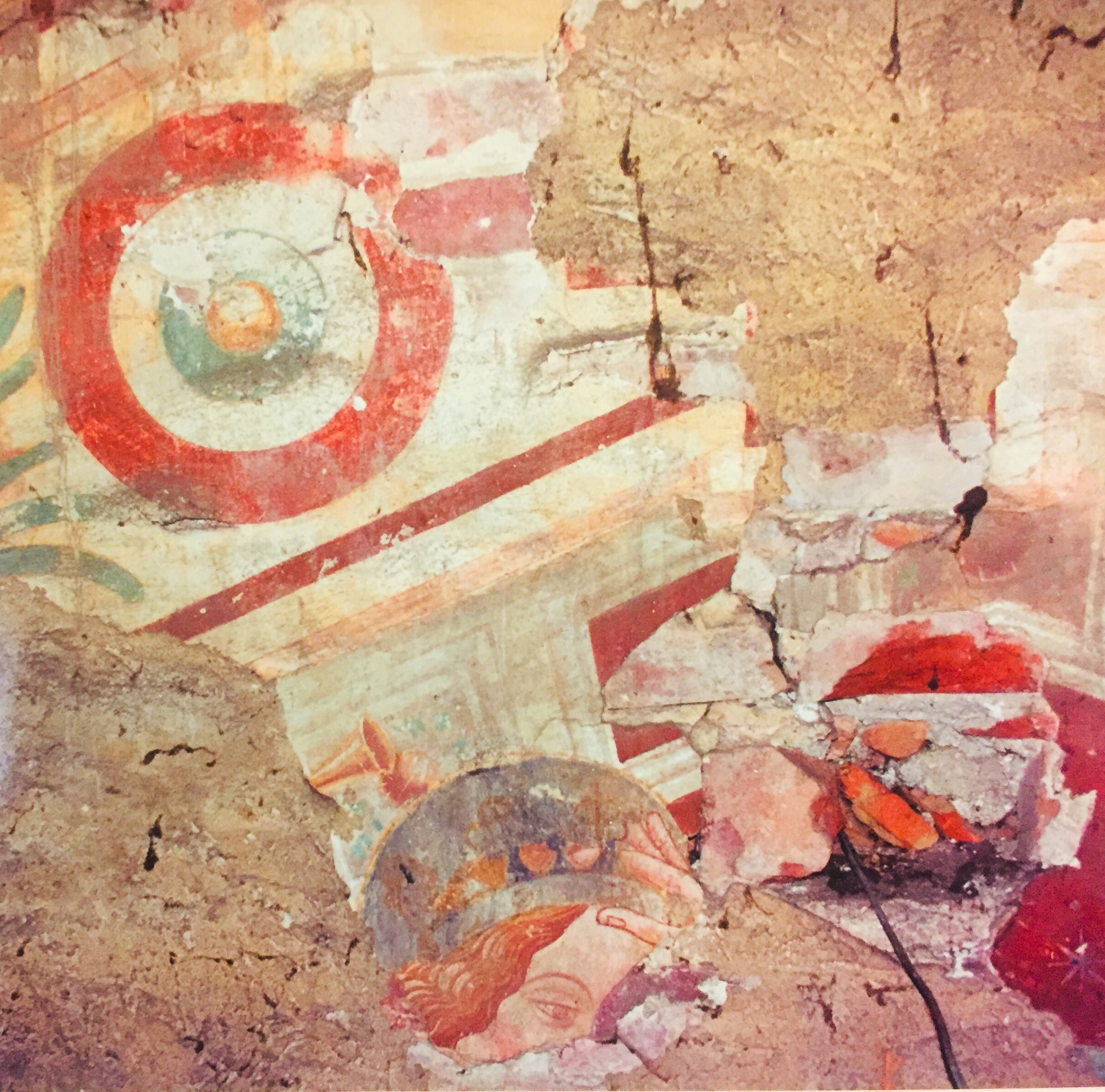
Frammenti di affreschi presenti nel sottotetto.
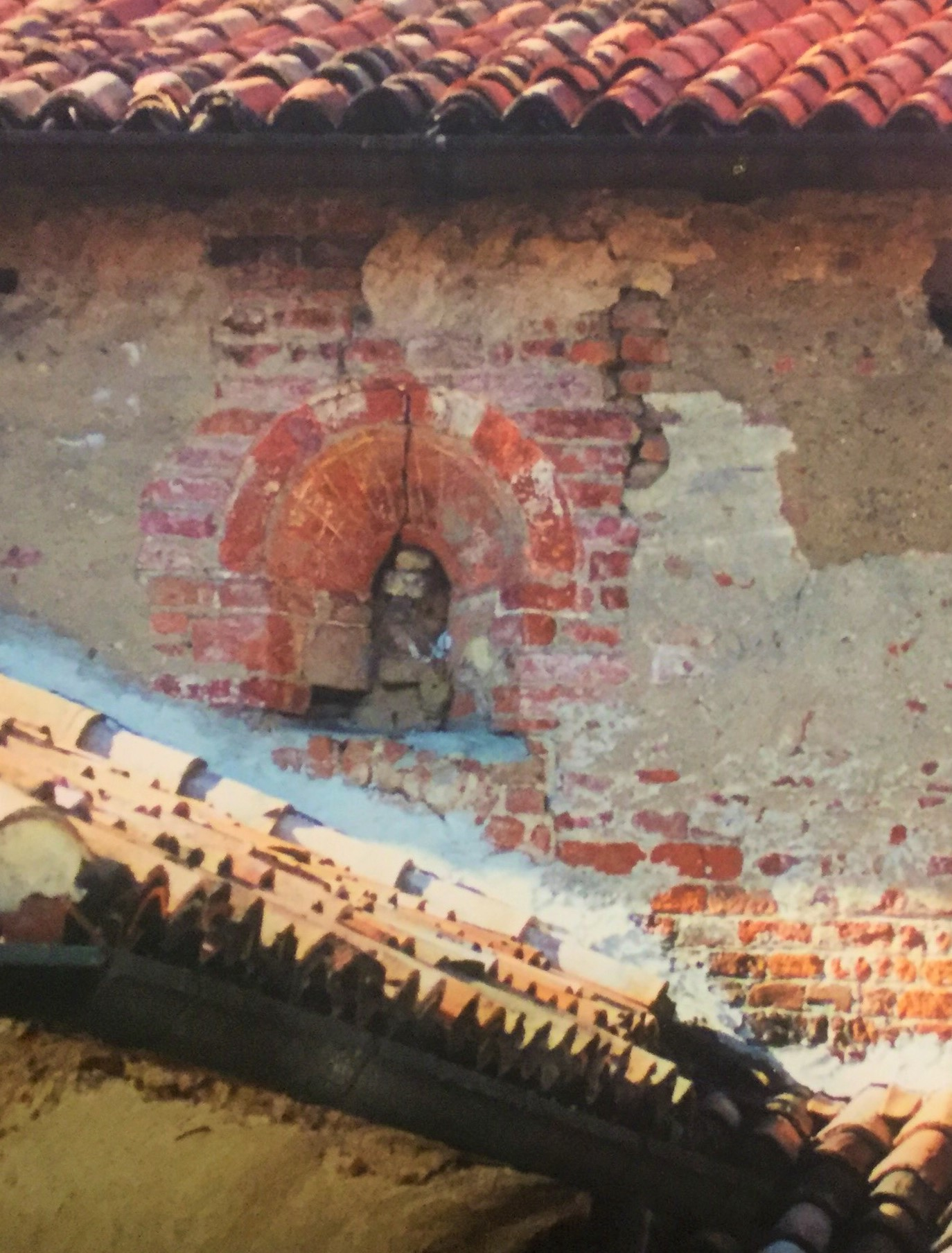
Una delle monofore romaniche.
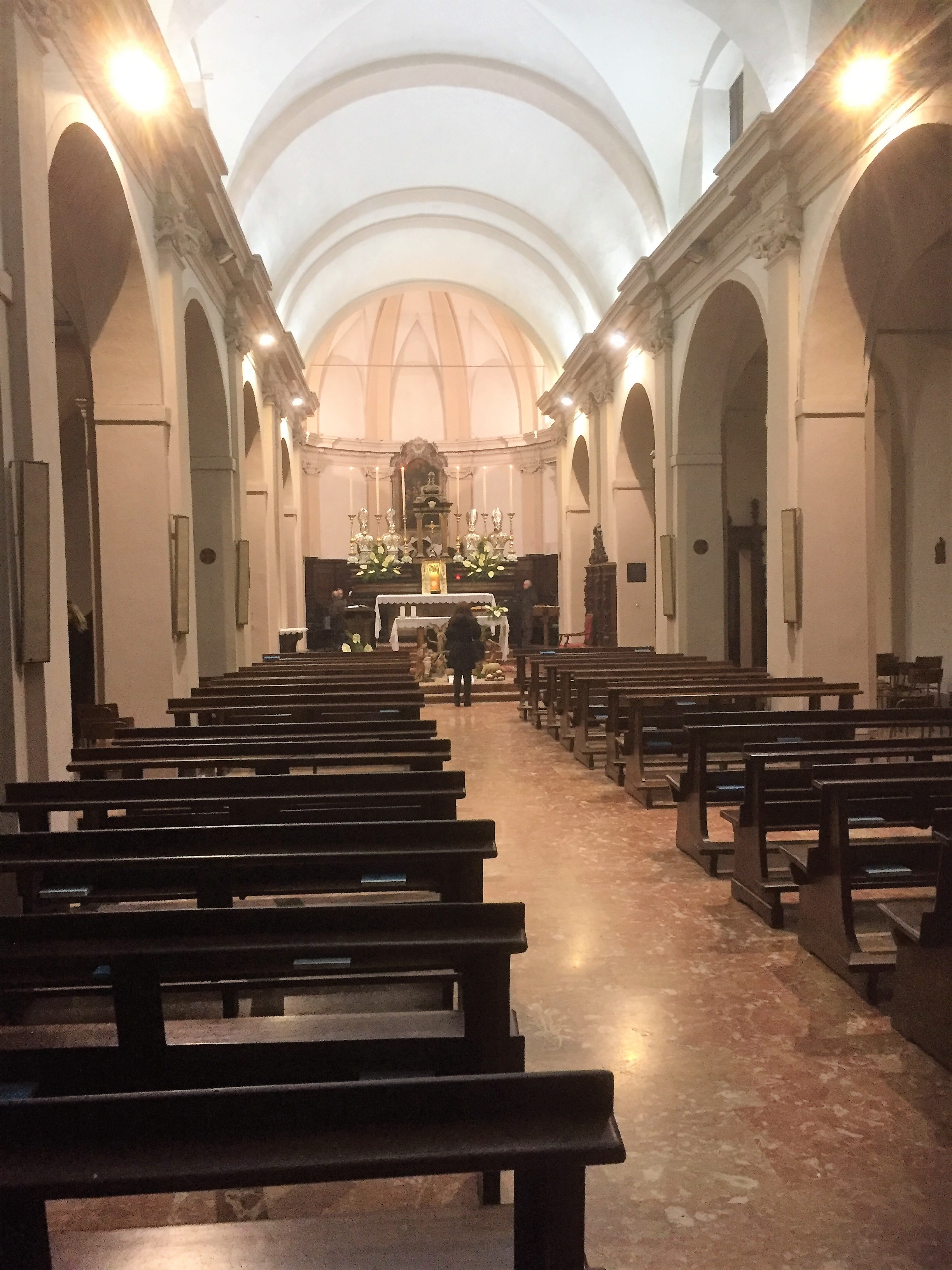
L'interno della chiesa.